# Croton santaritensis
Croton santaritensis là một loài thực vật có hoa trong họ Đại kích. Loài này được Huft mô tả khoa học đầu tiên năm 1988.